# Middelnederduits

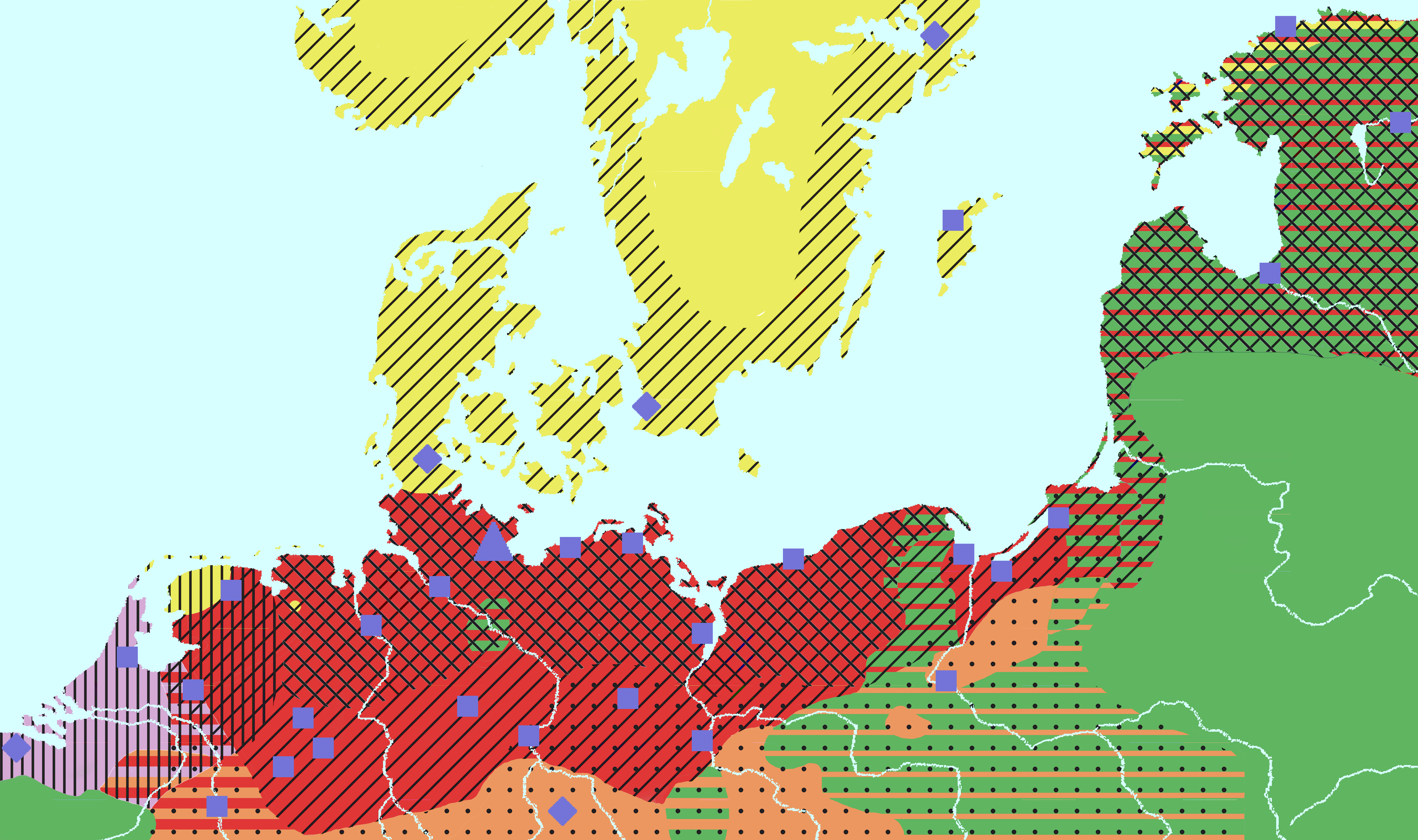
Verbreiding van Middelnederduits omstreeks 1400 in rood en als schrijftaal (schuine strepen naar rechts)

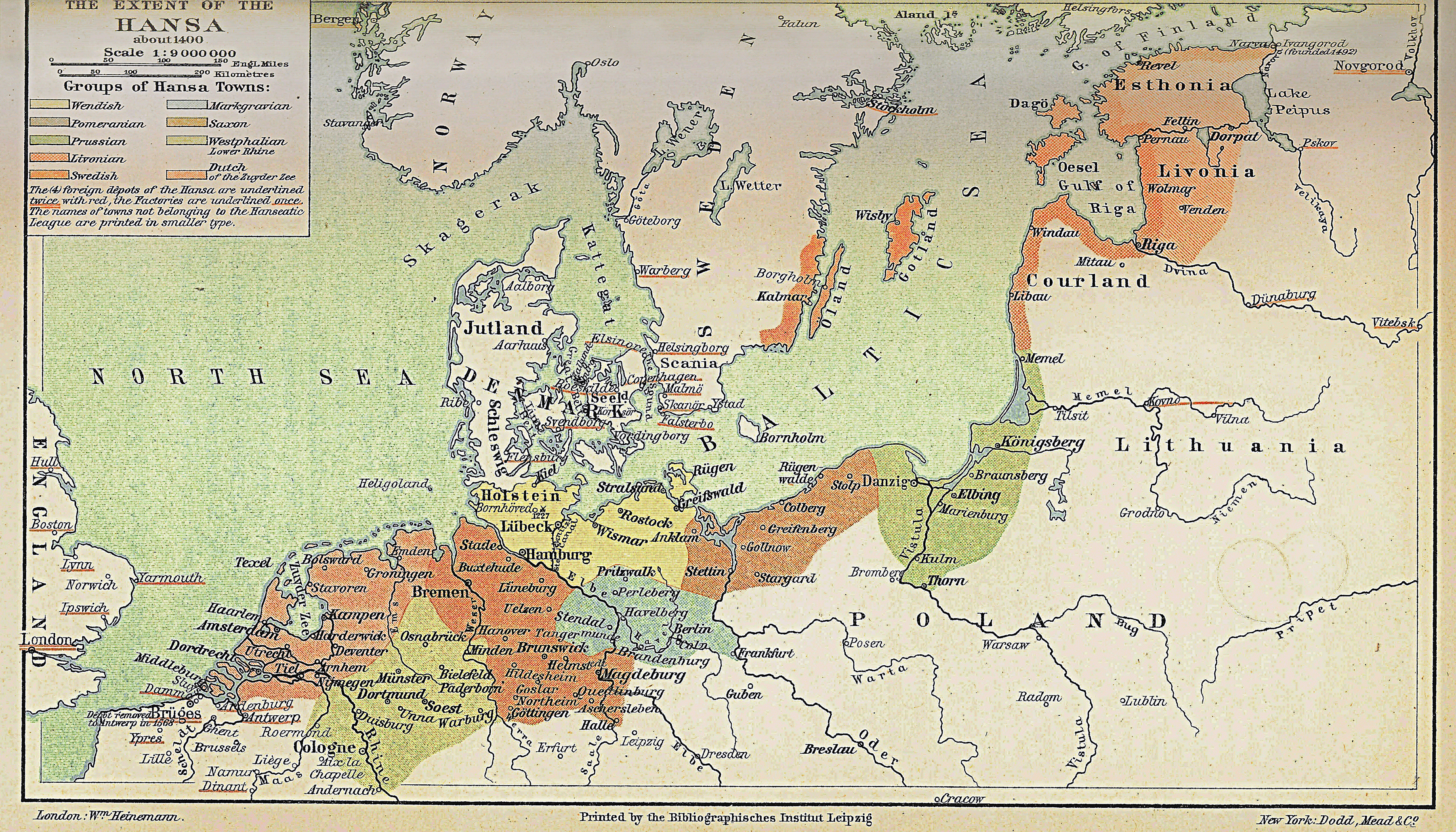
De Hanze omstreeks 1400

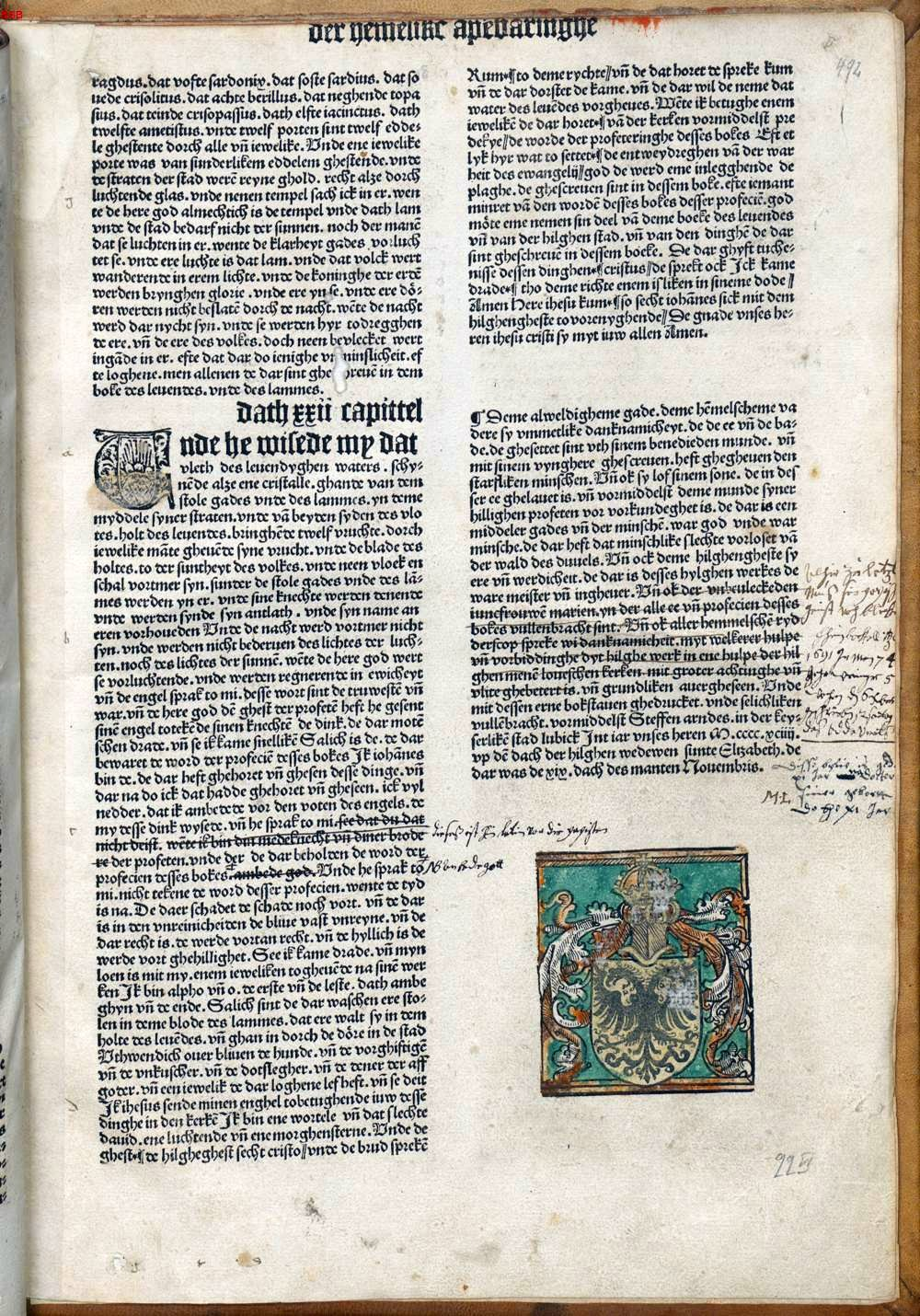
Lübecker bijbel in Middelnederduits (Openbaring hoofdstuk 22)

Het Middelnederduits, ook wel Middelsaksisch (Sassisch (Saksisch), Dǖdisch, Nedderlendisch, Ôstersch), is de voortzetting van het Oudnederduits en de voorloper van het moderne Nederduits. Het was de geschreven taal van de Hanze en de gesproken taal van Noord-Duitsland, Noord- en Oost Nederland en gemeentes daarbuiten. De periode van het Middelnederduits valt tussen ongeveer 1200 en 1650.
Naburige talen waren in het Middelnederlands in het westen, het Middelhoogduits/Vroegnieuwhoogduits in het zuiden, Slavische en Baltische talen in het oosten en het Deens in het noorden evenals het Oudfries.
In de moderne taalwetenschap wordt het Middelnederlands niet meer tot het Middelnederduits gerekend.
In de oudere taalwetenschap daarentegen werd het soms wel erbij gerekend.

## Terminologie
Middelnederduits is niet een naam die sprekers in de tijd van het Middelnederduits gebruikten; de term is pas achteraf gegeven. In de tijd van het Middelnederduits werd de taal vooral sassisch (Saksisch) of de sassische sprâke (de Saksische taal) genoemd en het gebied Sassenlant. In de tijd van Maarten Luther was deze term in het aangrenzende Middelduits sprekend gebied nog bekend. Het Latijnse equivalent saxonicus werd eveneens als ''Nederduits'' gebruikt (naast andere betekenissen). Sommige talen waarvan het eerste contact met Duitsland via Middelnederduits sprekende 'Saksen' was, namen de naam over met de betekenis Duits(land) in het geheel. Het Finse woord voor Duitsland is saksa, 'Duits.' 
Als het Middelnederduits met het Latijn werd vergelijken verwezen sprekers naar stukken of gesproken in het Saksisch als to dǖde (duidelijk, begrijpelijk). Dit heeft dezelfde stam als het woord dǖdisch, 'Duits' (vergelijk Hoogduits: Deutsch, Nederlands: Duits (maar ook archaïsch N(i)ederduytsche (Middelnederlands)). Beide stammen af van het Proto-Germaanse *þeudiskaz wat 'van het volk' of ongeveer 'volkstaal' betekent. Dǖdisch kon eveneens gebruikt worden voor Nedersaksisch/Nederduits als de context duidedelijk was. Vergelijk ook de hedendaagse informele term Platt(dütsch) (van platt, 'eenvoudig, simpel') om de Nedersaksische (maar ook West-Middelduitse) dialecten te benoemen in contrast met de geschreven standaard.
Een andere Middeleeuwse term is ôstersch en werd als eerste gebruikt werd voor de Hanzesteden aan de Oostzee. Dit gebied werd Ôsterlant genoemd en haar bewoners Ôsterlinge. Deze benaming werd later ook gebruikt voor de Duitse Hanzesteden en het was een algemene naam voor kooplieden van de Hanze in de Nederlanden. Bijvoorbeeld in Brugge waar de kooplieden komptôr hadden.
In de 16e eeuw kwam de term nedderlendisch in opkomst om de Nedersaksische dialecten te onderscheiden van de Hoogduitse dialecten naar het zuiden toe. Het werd de dominante term in de Hoogduitse gebieden (zoals Vroegnieuwhoogduits niderländisch, wat ook kan verwijzen naar het hedendaagse Nederland). In de Middelnederduitse gebieden bleef sassisch de meest gebruikte term. Het equivalent van 'Nederduits' (Nieuwhoogduits: niederdeutsch) lijkt later geïntroduceerd te zijn door sprekers van het Hoogduits en sloeg als eerste vooral op Nederlands.
Middelnederduits is een achteraf gegeven moderne term die met wisselende mate van inbegrip wordt gebruikt. Het wordt onderscheiden van het Middelhoogduits en later Vroegnieuwhoogduits naar het zuiden. Hoewel het Middelnederlands vandaag meestal van het Middelnederduits wordt onderscheiden (maar nauw verwant) wordt Middelnederlands soms (en dan vooral in oudere literatuur) tot het Middelnederduits gerekend. In deze betekenis is het Middelnederduits het dialectcontinuüm van alle hoogmiddeleeuwse Continentaal Germaanse dialecten buiten het Middelhoogduits om: van Vlaanderen tot de huidige Baltische staten in het oosten.

## Geschreven Middelnederduits

### Ontstaan van het geschreven Middelnederduits
De bloeiperiode van het Middelnederduits was de tijd tussen ongeveer 1370 en 1530.
Rond 1370/1380 begon men in Noord-Duitsland in het geschreven Middelnederduits het aantal varianten te reduceren om de geschreven taal eenvormiger te maken.
Dit hangt samen met de groei van de Hanze en met de toename van de handel over een lange afstand, namelijk internationale handel in Noordzee en Oostzee.
Bij handel binnen de eigen regio kon men een regionaal of plaatselijk getinte taal gebruiken maar bij grotere afstanden kon dit tot misverstanden leiden.
Deze standaardisering van het geschreven Middelnederduits ging uit van de stad Lübeck.
Lübeck was sinds ongeveer 1300 het economische, juridische en politieke centrum van de Hanze en was toen op een na de grootste stad van Duitsland (25.000 inwoners). In de 13e eeuw werd het Oostfaals het meest geschreven en in de 14e eeuw vooral in het Westfaals en Noordnedersaksisch. Vervolgens verschoof het centrum in de 15e eeuw naar het noordoosten in algemeen met in het bijzonder Lübeck.

### Schrijfdialecten van het Middelnederduits
In de vroege fase van het Middelnederduits (voor de standaardisering) waren er enkele regionale varianten van het geschreven Middelnederduits.
In sommige tekstsoorten (genres) konden die varianten ook na de standaardisering nog voortbestaan.
- IJssellands (Tussen Middelnederlands en Westfaals Middelnederduits in)
- Gronings-Oostfries (beide met sterke Middelnederlandse en Westfaalse invloeden
- Westfaals (regio Soest, Dortmund, Münster, Osnabrück, Paderborn)
- Oostfaals (ten Oosten van de Wezer, regio Hannover, Hildesheim, Braunschweig, Goslar, Göttingen)
- Elbe-Oostfaals (aan de Elbe, regio Maagdenburg, Halle)
- Noordnedersaksisch (Bremen, Stade, Hamburg, Lüneburg)
- Middelnederduits ten Oosten van de Elbe (Lübeck, Rostock, Stralsund, Stettin (Szczecin), Kolberg (Kołobrzeg) in Achter-Pommeren, Danzig (Gdańsk) in Pommerellen, Riga, Reval (Tallinn), Dorpat en andere steden en streken in de Baltische landen)
- Zuidmarkisch (in de Mark Brandenburg, Berlijn, Zerbst) met duidelijke Nederlandse invloed (zie Nederlandse invloed op het Nederduits en regio Fläming)[12]

### Gestandaardiseerd Middelnederduits
Het gestandaardiseerde Middelnederduits werd vooral in het bovenregionale en internationale verkeer gebruikt.
Het ging hierbij niet om het creëren van een standaardtaal maar om het vermijden van dialectvarianten die voor problemen in de communicatie zouden kunnen leiden.
De gestandaardiseerde taal had vooral Noord-Nedersaksische en Oostfaalse kenmerken.
Kenmerken waren onder andere:
- de eenheidsmeervoud bij de werkwoorden, maar met een uitgang op -en, bijvoorbeeld wi maken; zie ook: Eenheids-pluralislijn
- de eenheidsnaamval in plaats van datief en accusatief, bijvoorbeeld mi ("mij") tegenover Duits mir, mich
- het persoonlijk voornaamwoord uns ("ons") in plaats van us, dus zonder nasalisatie en n-verlies[12]